# Рурализация
Рурализация (лат. ruralis — сельский, деревенский), де(з)урбанизация, контрурбанизация — процесс, обратный урбанизации: отток населения из городов в сельскую местность. Особенно характерен для перехода от индустриального к постиндустриальному обществу.
Выделяют четыре типа рурализации:
- переосвоение сельской местности в форме идейной (социокультурной), экологически ориентированной деурбанизации;
- уход из города в природную среду, «опрощение», «дауншифтинг» (downshifting);
- использование сельской местности состоятельными горожанами под коттеджное строительство;
- дачная рурализация — сезонное перемещение горожан в сельскую местность по преимуществу в обновленные традиционные сельские дома[2].

## Предпосылки
Рурализация часто связана с ухудшением экономической ситуации в городах, реже — с экологическими (экопоселения) или религиозно-сентиментальными мотивами (идейные общины). Выделяются следующие факторы, способствующие рурализации:
- Потеря необходимости жить сверхплотными поселениями городского типа, вследствие того, что:
  - Упрощается перемещение на большие расстояния.
  - Упрощаются общение и обмен информацией на больших расстояниях.
  - Возрастает количество специальностей, позволяющих работать удаленно.
  - Растут возможности получать образование дистанционно и самостоятельно.
- Деградация городской среды.
- Проблема транспортного коллапса мегаполисов.
- Экологическая проблема городов.
- Возрастание риска пандемий и регулярность вирусных эпидемий в городах.
- Стоимость земли, и как следствие жилья, в городах существенно превышает её за их пределами.

## В бывшем СССР
«Как известно, политический и экономический кризисы вызвали слом прежних тенденций в динамике сельского населения: оно начало расти. Сначала, в 1991—1992 годах, прибавку сельского населения дали „возвраты“ сельского статуса посёлкам городского типа, поэтому фактического увеличения жителей за этим не было. Но в 1992—1994 годах резко увеличились межрайонные и международные миграции в село. Миграционные службы в среднем около 40 % прибывающих в регионы направляли в село, хотя большинство приезжих — выходцы из городов. Но в начале 1990-х годов на селе было легче получить жильё, хотя труднее с работой и заработком. При сильном перепаде цен да ещё в стрессовых обстоятельствах фактор пристанища часто перевешивал все другие. Плюс возможность получить землю, а иногда кредит на постройку дома. Тем не менее, для очень многих приезжающих в сёла горожан, особенно из бывших республик СССР, это лишь временная остановка на пути в город. Когда к середине 1990-х выяснилось, что и при кризисе заработать легче всё же в городе, притом крупном, миграции снова канализировались в города и крупногородские регионы».
— Т. Г. Нефёдова